# Альона Малець
Альона Малець (ест. Aljona Malets; нар. 6 травня 1987, Таллінн, Естонія) — естонська футболістка, захисниця «Пярну» та жіночу збірну Естонії.

## Ранні роки
Народилися в Таллінні. З раннього дитинства захопилася спортом. До початку футбольної кар’єри Альона займалася верховою їздою, каякінгом та фігурним катанням, досягаючи успіхів у місцевих змаганнях у цих дисциплінах.

## Клубна кар'єра

### «Левадія» (Таллінн)
Футболом розпочала займатися у 16-річному віці. Її першим клубом став «Левадія» (Таллінн) (колишній «ТКСК Віза»), де вона починала як нападниця. Найвизначніший момент в її кар'єрі атакувальної гравчині припала на перший сезон. У 8 турі жіночого чемпіонату відзначилася неймовірними 10-ма голами в одній грі, проти «ЕВЛ Сівіл Кетна». У сезоні 2009 року Альону перевели в захист, але це не вплинуло на її результативність. Малец забивала щонайменше по голу в кожному сезоні, який грала за талліннську «Левадія».

### «Пярну»
У 2012 році Альона перейшла в «Пярну». Символічно, що її перша гра за нову команду припала на ФК «Левадію» (Таллінн). У 2013 році Альона допомогла «Пярну» вперше в клубній історії вийти в плей-оф жіночої Ліги чемпіонів УЄФА.

## Кар'єра в збірній
Першим голом за національну збірну відзначилася 26 липня 2008 року в жіночому Балтійському кубку проти Литви.

## Статистика виступів

### Клубна
Станом на 18 травня 2014
| Сезон             | Клуб                            | Ліга              | Ліга  | Ліга | Кубок | Кубок | Єврокубки | Єврокубки | Інші  | Інші | Загалом | Загалом |
| Сезон             | Клуб                            | Ліга              | Матчі | Голи | Матчі | Голи  | Матчі     | Голи      | Матчі | Голи | Матчі   | Голи    |
| ----------------- | ------------------------------- | ----------------- | ----- | ---- | ----- | ----- | --------- | --------- | ----- | ---- | ------- | ------- |
| 2004              | Левадія (Таллінн) («ТКСК Віза») | Мейстерліга       | 20    | 14   | -     | -     | -         | -         | -     | -    | 20      | 14      |
| 2005              | Левадія (Таллінн) («ТКСК Віза») | Мейстерліга       | 19    | 9    | -     | -     | -         | -         | -     | -    | 19      | 9       |
| 2006              | Левадія (Таллінн)               | Мейстерліга       | 19    | 15   | -     | -     | -         | -         | -     | -    | 19      | 15      |
| 2007              | Левадія (Таллінн)               | Мейстерліга       | 13    | 4    | -     | -     | -         | -         | 2     | -    | 15      | 4       |
| 2008              | Левадія (Таллінн)               | Мейстерліга       | 20    | 7    | -     | -     | 3         | 0         | -     | -    | 23      | 7       |
| 2009              | Левадія (Таллінн)               | Мейстерліга       | 19    | 2    | 4     | 1     | 3         | 0         | -     | -    | 26      | 3       |
| 2010              | Левадія (Таллінн)               | Мейстерліга       | 19    | 2    | -     | -     | 3         | 0         | 1     | 1    | 23      | 3       |
| 2011              | «Таллінна Калев»                | Есілііга          | 2     | 0    | -     | -     | -         | -         | -     | -    | 2       | 0       |
| 2011              | «Таллінна Калев»                | Мейстерліга       | 20    | 1    | 2     | 0     | -         | -         | -     | -    | 22      | 1       |
| 2012              | «Таллінна Калев»                | Мейстерліга       | 7     | 1    | -     | -     | -         | -         | -     | -    | 7       | 1       |
| 2012              | «Пярну»                         | Мейстерліга       | 10    | 2    | 2     | 0     | 3         | 0         | -     | -    | 15      | 2       |
| 2013              | «Пярну II»                      | Есілііга          | 4     | 0    | -     | -     | -         | -         | -     | -    | 4       | 0       |
| 2013              | «Пярну»                         | Мейстерліга       | 8     | 0    | 2     | 1     | 3         | 1         | -     | -    | 13      | 2       |
| 2014              | «Пярну»                         | Мейстерліга       | 0     | -    | -     | -     | -         | -         | 1     | 0    | 1       | 0       |
| Левадія (Таллінн) | Левадія (Таллінн)               | Левадія (Таллінн) | 156   | 55   | 6     | 1     | 9         | 0         | 3     | 1    | 174     | 57      |
| «Пярну»           | «Пярну»                         | «Пярну»           | 18    | 2    | 4     | 1     | 6         | 1         | 1     | 0    | 29      | 3       |
| Усього за кар'єру | Усього за кар'єру               | Усього за кар'єру | 180   | 57   | 10    | 2     | 15        | 1         | 4     | 1    | 209     | 61      |

### У збірній
Станом на 18 травня 2014
| Естонія | Естонія | Естонія |
| Рік     | Матчі   | Голи    |
| ------- | ------- | ------- |
| 2006    | 1       | 0       |
| 2007    | 0       | 0       |
| 2008    | 2       | 1       |
| 2009    | 0       | 0       |
| 2010    | 0       | 0       |
| 2010    | 0       | 0       |
| 2011    | 0       | 0       |
| 2012    | 8       | 0       |
| 2013    | 1       | 0       |
| 2014    | 3       | 0       |
| Загалом | 15      | 1       |

### Голи за збірну
| # | Дата       | Місце                          | Суперник | Рахунок | Результат | Змагання          |
| - | ---------- | ------------------------------ | -------- | ------- | --------- | ----------------- |
| 1 | 2008-07-26 | Яніс Даліньш, Валмейра, Латвія | Литва    | 3 – 0   | 4 – 0     | Балтійський кубок |

## Досягнення

### Клубні
«Левадія» (Таллінн)
- Мейстерліга
  -  Чемпіон (3): 2007, 2008, 2009

- Кубок Естонії
  -  Володар (1): 2009

- Балтійський кубок
  -  Володар (1): 2009

«Пярну»
- Мейстерліга
  -  Чемпіон (3): 2012, 2013, 2014

- Кубок Естонії
  -  Володар (2): 2012, 2014

- Суперкубок Естонії
  -  Володар (2): 2013, 2014

### У збірній
- Балтійський кубок (WU-19)
  -  Володар (1): 2006

- Балтійський кубок
  -  Володар (3): 2008, 2012, 2013